# 貝爾維尤劇場
貝爾維尤劇場（Bellevue Teatret）是位於丹麥首都哥本哈根北部的一座劇場。

## 历史
開業於1936年，設計者是阿纳·雅各布森。貝爾維尤劇場是阿纳·雅各布森最重要的建築之一，也是北歐功能主義建築的典範。劇場曾經一度關閉，當作電影院使用。